# Rhodothemis lieftincki
Rhodothemis lieftincki is een libellensoort uit de familie van de korenbouten (Libellulidae), onderorde echte libellen (Anisoptera).
De wetenschappelijke naam Rhodothemis lieftincki is voor het eerst geldig gepubliceerd in 1954 door Fraser.